# Ulick John de Burgh, 1. Marquess of Clanricarde

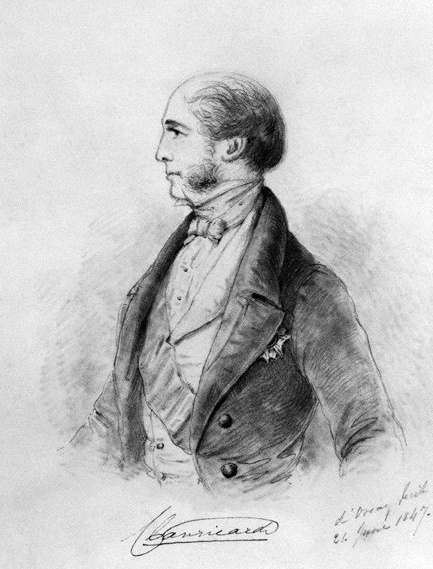
Ulick John de Burgh, 1. Marquess of Clanricarde

Ulick John de Burgh, 1. Marquess of Clanricarde KP PC (* 20. Dezember 1802 in Belmont, Hampshire; † 10. April 1874 in London) war ein britischer irischstämmiger Politiker der Whig, der 1825 zum 1. Marquess of Clanricarde in der Peerage of Ireland erhoben wurde. Nach seiner Erhebung zum Baron Somerhill, of Somerhill, in the County of Kent in der Peerage of the United Kingdom wurde er 1826 auch Mitglied des House of Lords, dem er bis zu seinem Tode 1874 angehörte. Er fungierte zwischen 1838 und 1841 als Botschafter in Russland und war später von 1846 bis 1852 Generalpostmeister sowie 1852 Lordsiegelbewahrer.

## Leben

### Botschafter, Generalpostmeister und Lordsiegelbewahrer
De Burgh war der einzige Sohn von General John de Burgh, 13. Earl of Clanricarde sowie dessen Ehefrau Elizabeth Burke, einer Tochter von Sir Thomas Burke, 1. Baronet. Seine ältere Schwester Hester Catherine de Burgh war mit Howe Browne, 2. Marquess of Sligo, der zwischen 1834 und 1836 Generalgouverneur von Jamaika war, während seine jüngere Schwester Emily de Burgh die Ehefrau von Thomas St Lawrence, 3. Earl of Howth war, der zwischen 1851 und seinem Tode 1874 die Funktion als Lord Lieutenant des County Dublin bekleidete.
Nach dem Tode seines Vaters erbte er bereits am 27. Juli 1808 als Fünfjähriger die alle in der Peerage of Ireland geschaffenen Titel als 2. Earl of Clanricarde, in the County of Galway, 12. Viscount Bourke of Clanmories, in the County of Mayo, 14. Earl of Claricarde sowie als 14. Baron of Dunkellin. Er absolvierte seine schulische Ausbildung von 1814 bis 1818 am Eton College.
Durch ein Letters Patent vom 26. November 1825 wurde de Burgh zum 1. Marquess of Clanricarde in der Peerage of Ireland erhoben und bekleidete zwischen 1826 und 1827 die Funktion als Unterstaatssekretär im Außenministerium (Under-Secretary of State for Foreign Affairs), wodurch er ein enger Mitarbeiter seines Schwiegervaters, Außenminister George Canning, war. Nachdem er durch ein Letters Patent vom 4. Juli 1826 zum Baron Somerhill, of Somerhill, in the County of Kent in der Peerage of the United Kingdom erhoben wurde, gehörte er als Mitglied dem Oberhaus (House of Lords) bis zu seinem Tode an. Als Nachfolger von George Parker, 4. Earl of Macclesfield wurde er 1830 (Captain of the Queen’s Body Guard of the Yeomen of the Guard) und damit Hauptmann der Leibgarde des Monarchen. Diese Funktion bekleidete er bis zu seiner Ablösung durch Archibald Acheson, 2. Earl of Gosford 1834. Zwischenzeitlich wurde er am 1. Dezember 1830 auch Mitglied des Privy Council (PC) und übernahm zugleich 1831 den neugeschaffenen Posten des Lord Lieutenant des County Galway, das er bis zu seinem Tode 1874 innehatte. Daneben fungierte er als Vice-Admiral of Connaught.
De Burgh, der am 19. Oktober 1831 zum Ritter von St. Patrick (KP) geschlagen wurde, übernahm 1838 von John Ralph Milbanke den Posten als Botschafter in Russland und bekleidete diesen bis zu seiner Ablösung durch Charles Stuart, 1. Baron Stuart de Rothesay 1841.
Am 7. Juli 1846 wurde de Burgh von Premierminister John Russell zum Generalpostmeister (Postmaster General of the United Kingdom) in dessen erste Regierung berufen, der er bis zum 21. Februar 1852 angehörte. In der ersten Regierung von Premierminister bekleidete er vom 3. Februar 1858 bis 20. Februar 1858 knapp drei Wochen lang die Funktion des Lordsiegelbewahrers (Lord Privy Seal).

### Ehe und Nachkommen
Ulick John de Burgh heiratete am 4. April 1825 im Londoner Stadtteil Brompton Harriet Canning, die Tochter des damaligen Außenministers sowie späteren Premierministers und Schatzkanzlers George Canning und dessen Ehefrau Joan Scott. Aus dieser Ehe gingen fünf Töchter und zwei Söhne hervor.
Die aus dieser Ehe hervorgegangene älteste Tochter Elizabeth Joanna de Burgh war mit Henry Thynne Lascelles, dem späteren 4. Earl of Harewood verheiratet. Der älteste Sohn Ulick de Burgh, Lord Dunkellin war von 1857 bis zu seinem Tode 1867 Mitglied des Unterhauses (House of Commons), und vertrat dort anfangs den Wahlkreis Galway Borough sowie ab 1865 den Wahlkreis County Galway. Die zweitälteste Tochter Emily Charlotte de Burgh war mit Richard Boyle, 9. Earl of Cork verheiratet, der zwei Jahre lang Mitglied des House of Commons sowie mehrmals als Master of the Buckhounds und als Master of the Horse Ämter im königlichen Hofstaat (The Royal Household) bekleidete. Die viertälteste Tochter Margaret Anne de Burgh heiratete Wentworth Beaumont, den späteren 1. Baron Allendale, der zwischen 1852 und 1885 den Wahlkreis Northumberland South sowie nach einer kurzen Unterbrechung von 1886 bis 1892 den Wahlkreis Tyneside im Unterhaus vertrat. Sein zweiter Sohn Hubert George de Burgh war zwischen 1867 und 1871 als Nachfolger seines verstorbenen Bruders als Vertreter des Wahlkreises County Galway ebenfalls Mitglied des House of Commons und erbte nach dem Tode seines Vaters den Titel als 2. Marquess of Claricarde sowie die damit verbundenen Titel.